# Friedersdorf
Friedersdorf é uma vila e antigo município da Alemanha localizado no distrito de Ilm-Kreis, estado da Turíngia.  Pertence ao Verwaltungsgemeinschaft de Großbreitenbach. Atualmente, forma parte do município de Großbreitenbach.